# 卡尔弗德
卡尔弗德（发音：[kalˈføːɐ̯də]）是德国萨克森-安哈尔特州的一个市镇。总面积122.07平方公里，总人口3678人，其中男性1795人，女性1883人（2011年12月31日），人口密度30人/平方公里。